# Pieter Gerardus van Overstraten
Pieter (Petrus) Gerardus van Overstraten (Bergen op Zoom, 9 februari 1755 - Batavia, 22 augustus 1801) was een Nederlands koloniaal ambtenaar die, na een loopbaan binnen de administratie en de rechterlijke macht in Batavia en als gouverneur op Java, van 1796 tot zijn dood in 1801 de functie van gouverneur-generaal van Nederlands-Indië had.

## Biografie
In 1780 werd Van Overstraten, terwijl hij zich in Nederland bevond, waarschijnlijk na het afsluiten van een rechtenstudie, benoemd tot buitengewoon lid van de Raad van Justitie in Batavia. In het volgende jaar kwam hij in Batavia aan, waar hij in 1783 werd bevorderd tot volwaardig lid van de Raad van Justitie en nog in hetzelfde jaar tot advocaat-fiscaal. Na deze snelle carrière binnen de rechterlijke macht ging van Overstraten in 1784 over naar de centrale regering van Nederlands-Indië, eerst als tweede secretaris, en al in 1786 als eerste secretaris van de 'Hoge Regering'.
In die tijd maakte de familie Alting-Siberg de dienst uit binnen de VOC. Van Overstraten moet goede contacten met deze regenten hebben onderhouden want in 1789 werd hij benoemd tot buitengewoon lid van de Raad van Indië, het hoogste regeringscollege naast gouverneur-generaal Alting. In 1791 werd van Overstraten directeur en gouverneur van Java's noordoostkust. In deze functie had hij grote invloed op de erfopvolging binnen de inlandse vorstendommen: Zo zorgde hij ervoor dat de 'pangeran' Adipatti Anom werd verheven tot sultan van Jogjakarta als sultan Hamengkoeboewono II. Na beëindiging van zijn functie als gouverneur schreef van Overstraten een belangrijke 'memorie' over het bestuur van Java's noordoostkust en de inlandse vorstendommen.

## Gouverneur-generaal
Pieter Gerardus van Overstratens benoeming tot gouverneur-generaal van Nederlands-Indië vond plaats op 16 augustus 1796, maar het hele proces van overdracht nam de nodige tijd in beslag; pas op 17 februari 1797 trad Willem Alting af als gouverneur-generaal en gaf hij ook zijn functie als commissaris-generaal (lid van de samengevoegde Raad van Indië en de (beoogde) bestuurlijke hervormingscommissie 'Commissie-Generaal', de zogenaamde 'Hoge Commissie') op. Vanwege de lange afstand die post in die tijd moest afleggen (per zeilboot rond Kaap de Goede Hoop) werd deze benoeming pas op 22 januari 1799 in Nederland bevestigd. Tijdens van Overstratens bewind werd de VOC opgeheven en vanaf 1799 was hij in dienst van de Bataafse Republiek.
Als gevolg van de Napoleontische oorlogen, waarin Nederland aan de Franse kant deelnam, werd Ternate in 1801 veroverd door de Engelsen, die ook de rede van Batavia versperden en het versterkte eiland Onrust, gelegen voor de kust van Batavia, verwoestten.
Nadat van Overstraten in 1801 was overleden ging het ambt van gouverneur-generaal weer over op een lid van de regentenfamilie Alting-Siberg: Johannes Siberg nam de vrijgekomen positie over.